# Mari Carmen Díaz de Mendoza
María Carmen Díaz de Mendoza Larrabeiti (Madrid, 1 de diciembre de 1927- ibidem, 11 de marzo de 2018) fue una actriz española.

## Biografía
Hija de los actores Carlos Díaz de Mendoza y Carmen Larrabeiti, casados en 1926, nieta de María Guerrero y Fernando Díaz de Mendoza y prima de Fernando Fernán Gómez.
Aunque realizó alguna aparición en la gran pantalla, su carrera artística se centró en el teatro.
Su carrera sobre los escenarios se remonta a la década de 1940. Incorporada a la compañía del Teatro María Guerrero, en 1944 interpretaba Los endemoniados, de Dostoievski, junto a Ricardo Calvo y un año después La herida del tiempo, con Guillermo Marín y Elvira Noriega.
Pocos meses después pasa al Teatro Español e interviene en la representación de Hamlet, junto a Marín y Mercedes Prendes
En años sucesivos, interviene en Tres de madrugada (1946), de Claudio de la Torre, Cuento de cuentos (1947), de Joaquín Dicenta (hijo), apareciendo ya como cabeza de cartel y creando su propia compañía estrena Víspera de bodas (1948), de Eduardo Manzanos, con Milagros Leal y Salvador Soler Marí.
Cosecha un gran triunfo con la obra de Antonio Buero Vallejo En la ardiente oscuridad, en 1950. Pese a actuar en otros escenarios, en la primera mitad de la década de 1950 llegó a ser la primera actriz del teatro con el nombre de su abuela, donde protagoniza, entre otras María Antonieta (1952) y El jefe (1953), ambas de Joaquín Calvo Sotelo, La Plaza de Berkeley (1952), de  John L. Balderston y Recién llegada (1953), de Keith Winter
Pasa luego al Teatro de la Comedia, donde comparte escenario con Alberto Closas en ¿De acuerdo, Susana? (1955) y en Mi adorado Juan (1956), de Miguel Mihura, con Ismael Merlo en Por cualquier puerta del sol (1956) de Carlos Llopis y con Carlos Muñoz en 48 horas de felicidad (1956) de Alfonso Paso. En 1957 intervino en el montaje de La malquerida, que había estrenado su abuela 45 años antes.
De regreso en el María Guerrero a finales de 1957, estrena El cuervo, de Alfonso Sastre y en 1958, que fue un año especialmente prolífico, encabezó los repartos de Alta fidelidad, de Edgar Neville, Tránsito de madrugada, de Santiago Moncada Las manos son inocentes, de José López Rubio, La casa de té de la luna de agosto (1958), de John Patrick y Vida moderna, de Álvaro de Laiglesia. Todas ellas formando pareja artística con Ángel Picazo. Un año después, tras interpretar la versión teatral de La vida en un hilo, de Edgar Neville, se retiró de los escenarios.
Casada con el catedrático de Derecho Civil José Beltrán de Heredia, enviudó en 1992. Falleció en Madrid el 11 de marzo de 2018.

## Premios
Medallas del Círculo de Escritores Cinematográficos
| Año  | Categoría               | Película  | Resultado |
| ---- | ----------------------- | --------- | --------- |
| 1957 | Mejor actriz secundaria | Madrugada | Ganadora  |